# Cleretum
Cleretum ist eine Pflanzengattung aus der Familie der Mittagsblumengewächse (Aizoaceae). Der botanischen Name der Gattung leitet sich vom griechischen Wort cleros für „Schicksal“ ab.

## Beschreibung
Die Arten der Gattung Cleretum wachsen als niederliegende bis aufsteigende einjährige, krautige Pflanzen. Ihre basalen Internodien sind lang. Die flachen Laubblätter sind mehr oder weniger spatelförmigen bis fiederspaltig.
Die kurz gestielten Blüten sind weiß oder gelb. Die Blütezeit reicht vom Späterwinter bis in den Frühling, d. h. die Pflanzen blühen in ihrer Heimat von Juli bis Oktober. Die Stiele der Kapselfrüchte sind S-förmig oder gerade. Sie sind an ihrer Basis trichter- bis becherförmig und nur selten rund. Die Früchte enthalten in der Seitenansicht dreieckige bis viereckige Samen.

## Systematik und Verbreitung
Das Verbreitungsgebiet der  Gattung Cleretum erstreckt sich in Südafrika in der Provinz Nordkap vom Ort Calvinia durchs Namaqualand bis zur Stadt Sutherland und umfasst die westlichen Teile der Provinz Westkap.
Die Erstbeschreibung erfolgte 1925 durch Nicholas Edward Brown. Die Gattung Cleretum umfasste 2001 folgende Arten:
- Cleretum herrei (Schwantes) Ihlenf. & Struck
- Cleretum lyratifolium Ihlenf. & Struck
- Cleretum papulosum (L.f.) L.Bolus
  - Cleretum papulosum subsp. papulosum
  - Cleretum papulosum subsp. schlechteri (Schwantes) Ihlenf. & Struck

2012 beschrieb Cornelia Klak zwei neue Arten. und  Heidrun Hartmann stellte 2017 die beiden Arten Cleretum herrei und Cleretum lyratifolium in die Gattung Aethephyllum, die nun nicht länger monotypisch ist. Weiterhin akzeptiere sie Cleretum schlechteri als eigenständige Art. Damit umfasst die Gattung 2017 folgende Taxa:
- Cleretum bruynsii Klak
- Cleretum patersonjonesii Klak
- Cleretum papulosum (L.f.) L.Bolus
- Cleretum schlechteri (Schwantes) N.E.Br.

Ein nomenklatorisches Synonym ist Micropterum Schwantes (1928).

## Nachweise